# 奥村靫正
奥村 靫正（おくむら ゆきまさ、1947年12月4日 - ）は、日本のアートディレクター、グラフィックデザイナー、画家。

イエロー・マジック・オーケストラ (YMO) 、大瀧詠一、ピンク・レディー、山下達郎、チェッカーズ、崎谷健次郎などアーティストのレコード・CDジャケットデザインを始め、ポスターなどの広告デザイン、CIロゴデザイン、ブックデザインやステージデザイン、舞台美術等、多くのジャンルを手掛ける。

TSTJ Inc.主宰。東京アートディレクターズクラブ、東京タイプディレクターズクラブ、日本グラフィックデザイナー協会（JAGDA）会員。愛知県出身。

## 来歴
桑沢デザイン研究所卒業。1970年、眞鍋立彦、中山泰らのデザイン・ユニット「WORKSHOP MU!!」設立に参加する。はっぴいえんど、サディスティック・ミカ・バンド、ムーンライダーズ、ティン・パン・アレー、小坂忠、細野晴臣、加藤和彦など日本のロックミュージックの数々のアルバムデザインに携わる。その作風は日本画の大和絵の流派に源をもつという。以降は、自ら描く水彩画・日本画の他、コラージュ、構成主義的なものやコンピュータグラフィックス (CG) を使ったものまで幅が広がった。
1973年、キャロルの売り出しに関わる。
1977年、事務所「THE STUDIO TOKYO. JAPAN.」を設立する。主にYMOのアートディレクターを務めた。また、ザ・チェッカーズのデビュー当初の髪形（チェッカーズ・カット）やテキスタイル（チェック柄）などを総合プロデュースし、衣装スタイリングは、秋山道男、日笠雅子（現、日笠雅水）、本多三記夫（Bijin) と共に務めた。
1982年、YMOコンサートツアー「ウィンター・ライヴ1981」のステージデザインを担当。この年から、グラフィック分野でADC賞を連続4回受賞する。
1984年、YMOの写真集「SEALED」の雑誌広告・エディトリアルデザインを担当する。
1985年、細野晴臣「S-F-X」のポスターを担当。
1986年、細野晴臣 / 中沢新一「観光」のブックデザインを担当する。
1992年、崎谷健次郎のCDアートディレクションを担当する。
2003年、グッドデザイン賞を受賞。
2005年、女子美術大学芸術学部ヴィジュアルデザイン専攻教授に就任し、2013年3月まで務めた。
2007年、「The One Show」にて金賞を受賞。作品は企業ポスターなど多数。
2013年、女子美術大学特任教授を1年間務めた。
2014年、ADC賞を受賞する。

## 主な作品

### レコード・CDシングル
1973年
- 細野晴臣「恋は桃色 / 福は内鬼は外」

1974年
- 内田裕也と1815ロックンロールバンド「マンジョキロックンロール / ジョキ安ブギ」

1976年
- 細野晴臣「北京ダック / Black Peanuts」

1981年
- ピンクレディ「Last Pretender / AMENIC」
- 矢野顕子「春咲小紅 / 在広東少年」

1982年
- 細野晴臣「夢見る約束」（ソノシート）

1983年
- チェッカーズ「ギザギザハートの子守唄」
- 小池玉緒「鏡の中の十月 / Automne Dans Un Miroir」

1992年
- 崎谷健次郎「HEAVENLY SKY」
- 崎谷健次郎「CHEERS!TOKYO」

### レコード・CDアルバム
1971年
- 小坂忠「ありがとう」
- 成田賢「眠りからさめて」

1972年
- 大滝詠一「大瀧詠一」
- 麻田浩「GREETINGS from NASHVILIE」
- ミッキー・カーチス「耳」

1973年
- はっぴいえんど「HAPPY END」
- 加藤和彦とサディスティック・ミカ・バンド「SADISTIC MIKA BAND」
- 細野晴臣「HOSONO HOUSE」

1975年
- ティン・パン・アレー「キャラメル・ママ」

1976年
- 鈴木慶一とムーンライダーズ「火の玉ボーイ」

1977年
- ティン・パン・アレー「TIN PAN ALLEY 2」
- ムーンライダーズ「MOON RIDERS」

1979年
- 山下達郎「MOONGLOW」
- 加藤和彦「パパ・ヘミングウェイ」

1980年
- EX（梅林茂）「EXHIBITION」
- ザ・ベンチャーズ「CHAMELEON」
- サンディー「EATING PLEASURE」
- 加藤和彦「うたかたのオペラ」
- SPY（佐藤奈々子）「SPY」
- ムーンライダーズ「CAMERA EGAL STYLO -カメラ＝万年筆-」
- 山下達郎「RIDE ON TIME」

1981年
- ピンク・レディー「ターニング・ポイント」（ベストアルバム）
- 大村憲司 「春がいっぱい」
- YMO「BGM」「テクノデリック」
- 高橋幸宏「NEUROMANTIC」
- 坂本龍一「左うでの夢」
- チャクラ「さてこそ」

1982年
- 佐野元春「SOMEDAY」
- 細野晴臣「PHILHARMONY」
- MELON「DO YOU LIKE JAPAN?」
- ムーンライダーズ「青空百景」「MANIA MANIÈRA」
- INTERIOR「INTERIOR」

1983年
- 南佳孝「Daydream」
- イノヤマランド「DANZINDAN-POJIDON」

1984年
- The CHECKERS「絶対チェッカーズ」
- 坂本龍一「音楽図鑑」
- 高橋幸宏「WILD&MOODY」
- 細野晴臣「S-F-X」
- MIKADO「UN NAUFRAGE EN HIVER / SI TU M'AIMES」（冬のノフラージュ / シ・チュ・メイム）

1985年
- 細野晴臣「パラダイスビュー」（同名映画サウンドトラック）
- 高橋幸宏「THE BRAND NEW DAY」（ベストアルバム）
- 戸川純ユニット「極東慰安唱歌」
- 戸川純「好き好き大好き」

1986年
- ローザ・ルクセンブルグ「ぷりぷり」
- テレサ・テン「時の流れに身をまかせ」

1987年
- 細野晴臣「紫式部 源氏物語」
- 戸川純「東京の野蛮」

1989年
- サディステック・ミカ・バンド「天晴」

1991年
- 崎谷健次郎「BOTANY OF LOVE」
- 加藤和彦「ボレロ・カリフォルニア」
- 沢田研二「PANORAMA」

1993年
- はっぴいえんど 「はっぴいえんど HAPPY END -4枚組BOX-」CDボックス・セット）

2000年
- YMO「ONE MORE YMO」
- EX「EX2」

### ロゴデザイン
1979年
- BMG RECORDS「airレーベル」ロゴマーク

1980年
- 「PLAN・NET-WERK CO.,LTD.」ロゴマーク
- 「Bricks-MONO」ロゴマーク
- YMOロゴマーク（通称「温泉マーク」）

1982年
- アルファレコード「YENレーベル」（￥EN）ロゴマーク

2004年
- 明るい部屋「明るい部屋」ロゴマーク

### ポスターなど
1980年
- YMO「YMO WORLD TOUR'80 -FROM TOKIO TO TOKYO- 」日本公演　ポスター、コンサート・チケット、「國際画報」コンサート・プログラム、バックステージ・パス

1981年
- YMO「BGM」ポスター
- 加藤和彦&高橋幸宏アルバム発売記念パーティ「サイケ・ヒッピー・マリワナ大集会」招待状
- YMO「TECHNODELIC」ポスター
- YMO「YMO -WINTER-LIVE-1981」ポスター、コンサート・チケット、リーフレット、バックステージ・パス

1982年
- 「After Techno Sow-感性革命展 PART 1-」チケット、リーフレット
- 西武百貨店 旅行事業部 「TASTEFUL TOUR AT OCEAN」ポスター、 リーフレット

1983年
- 無印良品 青山  ポスター、雑誌広告

1984年
- YMO「YMO PRESENTS 栄華の都 MOVIE CITY PROPAGANDA」プログラム

1991年
- 鈴木清順「夢二」映画ポスター
- 「さくら銀行」（現：三井住友銀行）広告ポスター

1994年
- 銀座セゾン劇場「不知火倹校」舞台ポスター
- 毎日新聞　写楽生誕200周年祭「細野晴臣 ULTIMA MAOCHINA -10年後のS-F-X-」広告ポスター

### 装幀
1981年
- YMO「OMIYAGE」写真集

1984年
- YMO「SEALED」写真集
- チェッカーズ「もっと！チェッカーズ」装幀ほか
- 坂本龍一×浅田彰「週刊本 本本堂未刊行図書目録」一部、作品

1985年
- ウィリアム・ギブスン「ニューロマンサー」
- 村上龍「POST ポップアートのある部屋」
- 坂本龍一「音楽図鑑　エピキュリアン・スクールのための」

1987年
- ウィリアム・ギブスン「カウント・ゼロ」「クローム襲撃」

1989年
- 高橋幸宏「犬の生活」装幀
- ウィリアム・ギブスン「モナリザ・オーヴァドライヴ」

2000年
- 野上眞宏 野上眞宏ドキュメンタリ−・フォト「はっぴいな日々」

2002年
- 野上眞宏「特別限定ボックス HAPPY SNAPSHOT DIARY1968-1973」写真集

### 映像
1980年
- EX「PLATINUM NIGHT」プロモーション・フィルム

1981年
- YMO「BGM」TVスポット
- 高橋幸宏「Drip Dry Eeys」プロモーション・フィルム
- 高橋幸宏「Something In The Air」プロモーション・フィルム

1982年
- YMO「TAISO（体操）」プロモーション・フィルム

1984年
- 坂本龍一「羽の林で」プロモーション・フィルム
- 「グロビュール」CGキャラクター

### 舞台美術
1981年
- YMO「YMO -WINTER-LIVE-1981」コンサート・ツアー　ステージデザイン

1994年
- 銀座セゾン劇場「不知火倹校」舞台美術

### 衣装
2003年
- 都はるみ 「デビュー40周年記念 都はるみコンサート」着物

2005年
- TOWER RECORDS「NO MUSIC, NO LIFE.」コラボレーションTシャツ

### 建築
2004年
- 野村不動産「プラウド駒込」集合住宅共用部分アートディレクション

### 著書
- 荒俣宏、奥村靫正（画）『愛情生活 白樺記』六耀社（原著1990年10月1日）。ISBN 978-4103778011。 NCID BN05837247。
- 奥村靫正(他） 編『イラストレーション』六耀社〈Visual Design vol.3〉（原著1993年7月1日）。ISBN 978-4897371672。 NCID BN0955985X。
- 奥村靫正、田中一光『奥村靫正』六耀社〈スリージーブックス　世界のグラフィックデザインシリーズ16〉（原著1995年9月1日）。ISBN 978-4924956162。 NCID BN13832340。
- 奥村靫正(他） 編『イラストレーション （改訂新版）』六耀社〈Visual Design 3〉（原著2000年4月1日）。ISBN 978-4897373744。 NCID BA46791757。
- ガーディアン・ガーデン『奥村靫正展 : 第2回奥村祭り』リクルートホールディングス（原著2013年5月1日）。 NCID BB12699670。 （展覧会小冊子）
- 奥村靫正『奥村靫正作品集 Graphic Works of Yukimasa Okumura』グラフィック社（原著2023年3月8日）。ISBN 978-4766136555。 NCID BD01655973。